# ایرپورت هایتس (تگزاس)
ایرپورت هایتس (به انگلیسی: Airport Heights) یک منطقهٔ مسکونی در ایالات متحده آمریکا است که در تگزاس واقع شده‌است. ایرپورت هایتس ۱۶۱ نفر جمعیت دارد.